# Дюпрато, Жюль Лоран
Жюль Лоран Дюпрато (фр. Jules Duprato; 20 августа 1827 года, Ним — 20 мая 1892 года, Париж) — французский композитор.

## Биография
Окончил Парижскую консерваторию по классу композиции Эме Симона Леборна. В 1848 году получил Римскую премию за кантату «Дамокл». Первая комическая опера Дюпрато «Подкидыши» (итал. Les Trovatelles; 1854) и последовавшая оперетта «Господин Ландри» (фр. Monsieur Landry; 1856) были высоко оценены публикой и специалистами, однако этот успех не был поддержан последующими сочинениями Дюпрато, как театральными — оперы «Коринфская невеста» (фр. La Fiancée de Corinthe), «Богиня и пастух» (фр. La Déesse et le Berger) и др., — так и камерными и вокальными. В дальнейшем в значительной степени переключился на преподавательскую деятельность, сперва в Школе церковной музыки Луи Нидермейера, а с 1871 г. как профессор гармонии в Парижской консерватории. Среди его учеников были, в частности, Робер Планкет и Антон Симон.